# Акжар (Кызылординская область)
Акжар (каз. Ақжар) — село в Кармакшинском районе Кызылординской области Казахстана. Административный центр Акжарского сельского округа. Находится примерно в 45 км к югу от районного центра посёлка Жосалы. Код КАТО — 434635100.

## Население
В 1999 году население села составляло 2436 человек (1309 мужчин и 1127 женщин). По данным переписи 2009 года, в селе проживал 2231 человек (1197 мужчин и 1034 женщины).